# Daytime Street
Daytime Street（デイ・タイム・ストリート）はエフエム山口で2009年4月1日から2015年11月26日まで放送された昼の大型ワイド番組。
パーソナリティは新井道子。
2010年3月31日までの放送時間は13:30 - 15:50だったが、4月1日に16:55までに拡大された。

## 概要
JFNC制作の「Wonderful Go!Go!」終了に伴い開始した。この時間帯に自社制作ワイド番組が設置されるのは1996年に終了した「グッデー・アフタヌーン」（月 - 金）以来である（但し水曜の15時台は「グッデー・アフタヌーン」終了後、「水曜日だよ!RED CARD」が金曜から枠移動し、2000年まで自社制作番組となっていたほか、14:30からはネット番組に内包する形で道路交通情報と「FMほっとインフォメーション」を放送していた。交通情報は当番組内でもそのまま放送）。
なお、開局当初は「コットン・クラブ」が自社制作で月 - 金 14時から放送されていて、「コットン・クラブ」終了から「グッデー・アフタヌーン」開始までは一時的にJFNC制作の「ヒルサイド・アヴェニュー」となっていた。
2010年春の改編で「SUNSET-STUDIO FMY EVENING TERMINAL」以来続いてきた月 - 木夕方の自社制作番組が終了し、JFNC制作の「News Delivery -Evening Edition-」（一部自社差し替え）に移行したことに伴い、放送時間が1時間拡大した。そのため、夕方の番組の中の企画が移ってきており、夕方の自社制作番組要素も兼ねている。
なお、年末年始は放送を休止する。
- 2010年12月27日、28日：flowers (13:30 - 16:45)
- 2010年12月29日：グランド・カウントダウン2010 (12:00 - 14:55)、神曲電リク2010 (15:00 - 16:45)
- 2010年12月30日：ニッポン長寿企業スペシャル〜100年企業からのヒント〜 (13:00 - 14:55)、Zero Tunes スペシャル2010 (15:00 - 16:45)
- 2011年1月3日：歌い初め2011〜ラジオの夢〜 (13:00 - 16:45。この日は11:30から「ザ・プッシュワン・ダイジェスト」、12:00から「SOUND PUREDIO New Year Special 『DEENのLIVE JOY〜History〜』」を放送するため飛び乗り)

※14:55 - 15:00はJapan Furusato Network、16:45 - 17:00はNew Disc Previewを放送。
- 2012年12月31日：2012年大晦日っ! MONDAY GOES ON! (13:00 - 16:45)
- 2013年1月1日：OH! HAPPY NEW YEAR 〜レッド・スネイク・イモン〜 (13:00 - 16:45)
- 2013年1月2日：伊藤さとりと大谷ノブ彦のA HAPPY NEW CINEMA 〜今年はもっと映画を見よう (13:00 - 16:45)
- 2013年1月3日：真木ひろかの運試し!電電リクリク大放送2013! (13:00 - 16:45)

※14:55 - 15:00はJapan Furusato Network、16:45 - 17:00はPOWER PLAYを放送。
2011年11月15日、新井が体調不良で番組出演を見合わせた（本人曰く、23年半一度も休んだことがないという）。ピンチヒッターは温品由季。その後も体調が回復せず、16日も温品が担当。17日は「Morning Street」のDJでもある大和良子が担当する。
2015年11月26日の放送で6年7カ月の放送に幕を下ろした。新井は朝の番組PURE Morningを担当する。当番組の後継は放送時間が1時間半遅らせられ、前半部該当時間はJFNCからのネット番組faceとなった。後半部及び、次枠番組のNews Delivery -Evening Edition-に当たる時間は後番組である大和良子による『COZINESS』を放送。

## 番組内容
- 13:30 opening
- 13:40 DAYTIMEクイズ
- 13:55 快適生活ラジオショッピング・・・・新井と快適生活を運営するライフサポート職員の会話で進行する
- 14:00 J-POPリレー シリ・トーリ

音楽リクエストコーナーだが、曲名でしりとりをするため、曲名の最後が「を」や「ん」はNG。ただし最終回は「ん」で終わる曲限定という特別ルールとなった。また過去に出た曲もNGなのでブログであらかじめ確認する必要がある。
- 14:15 JFNラジオショッピング（昼）／JFNブランニューヒッツ・・・・JFNC『face』のコーナーネット受け
- 14:20 SUTEKI LIFE
- 14:30 道路交通情報
- 14:40 お〜おきくなぁれ
- 14:55 SUZUKI HOME SONGS
- 15:00 ナッツ・カーシー

ある「なつかしい」ワードを紹介する。14:10頃に「なんじゃったかいねオバケ」が登場しそのキーワードを思い出そうとするシーンが放送される。
- 15:15 エコロ ぴーぷる(月〜水)・サンデーネットワークフラッシュ(木)
- 15:32 あぐりずむ
- 15:42 JFNラジオショッピング（夕）／JFNブランニューヒッツ・・・・JFNC『face』のコーナーネット受け
- 15:47 LOVE ONE PLATE
- 15:55 ニュース
- 16:00 MUSIC BEST MAKER

『みんなでつくる』がキーワード。週ごとに1組のアーティストを選定。アルバムをプロデュースするイメージで、1日2曲×8曲を番組選曲とリスナー選曲をからめながら選定する。
- 16:10 はぴねすくらぶラジオショッピング・・・・JFNC『Happy Hour Party!』のコーナーネット受け
- 16:26 かぐメモ→やっぱり家（うち）が好き
- 16:43 献血インフォメーション